# Тумстоун (филм)
Тумстоун (енгл. Tombstone) је амерички вестерн из 1993. године, режисера Џорџа П. Косматоса, према сценарију који је написао Кевин Џар. Главне улоге у филму тумаче Курт Расел, Вал Килмер, Мајкл Бин, Пауерс Бут, Роберт Џон Берк, Дејна Делејни, Сем Елиот, Стивен Ланг, Јоана Пацува, Бил Пакстон, Џејсон Пресли, Мајкл Рукер, Џон Тени, Били Зејн и Чарлтон Хестон. Филм је лабаво заснован на стварним догађајима који су се одиграли 1880-их у југоисточној Аризони, укључујући обрачун код О. К. корала и освету Вајата Ерпа.
Филм је биоскопски објављен 25. децембра 1993. и широм света је зарадио преко 73 милиона долара. Наишао је на позитивне реакције критичара, који су нарочито похвалили причу, режију и глуму. Временом је стекао култни статус.

## Радња
Године 1879, чланови одметничке банде зване Каубоји, познате по ношењу црвених појасева, предвођени „Коврџави Билом” Брошусом, јашу у мексички град и прекидају венчање локалног полицајца. Потом масакрирају присутне полицајце у знак одмазде за убиство двојице чланова њихове банде. Непосредно пре него што буде убијен, локални свештеник их упозорава да ће њихова убиства и дивљаштва бити освећена, позивајући се на библијског четвртог јахача Апокалипсе.
Вајат Ерп, пензионисани представник закона са импозантном репутацијом, налази се са својом браћом Вирџилом и Морганом у Тусону, одакле полазе према Тумстоуну, где намеравају да се скрасе. Тамо наилазе на Вајатовог старог пријатеља Дока Холидеја, који у сушној клими покушава да нађе олакшање од туберкулозе. Џозефин Маркус и господин Фабијан такође стижу у град са путујућом позоришном трупом. У међувремену, Вајатова ванбрачна жена, Мети Блејлок, постаје зависна од лауданума. Вајат и његова браћа почињу да зарађују од удела у коцкарници и салону, где се први пут сусрећу са Каубојима.
Како тензије расту, Вајат је под притиском да помогне да се град ослободи Каубоја, иако више није представник закона. Коврџави Бил једном приликом почиње да пуца у небо након посете опијумској јазбини и маршал Фред Вајт му наређује да преда своје ватрено оружје. Коврџави Бил убија маршала и Вајат га насилно приводи. Хапшење је разбеснело Ајка Клантона и остале Каубоје. Коврџавом Билу се суди, али је проглашен невиним због недостатка сведока. Вирџил, не желећи да толерише безакоње, постаје нови маршал и намеће забрану ношења оружја унутар града. Ово доводи до обрачуна код О. К. корала, у коме су убијени Били Клантон и браћа Маклори. Вирџил и Морган су рањени, а оданост окружног шерифа Џонија Бихана Каубојима постаје јасна. У виду одмазде за смрт Каубоја, Вајатовој браћи је постављена заседа; Морган је убијен, док Вирџил остаје хендикепиран. Очајни Вајат и његова породица напуштају Тумстоун и укрцавају се на воз, са Ајком Клантоном и Френком Стилвелом за петама, који се спремају да их нападну из заседе. Вајат се оверава како његова породица безбедно одлази, а затим изненађује убице. Он убија Стилвела, али оставља Клантона живог да пренесе поруку: Вајат открива да је постао амерички маршал и да намерава да убије сваког човека кога види да носи црвени појас. Вајат, Док, бивши Каубој по имену Шерман Макмастерс, Тексас Џек Вермилион и Терки Крик Џек Џонсон формирају групу у потрази за осветом.
Вајата и његову групу Каубоји нападају из заседе у шуми поред реке. Вајат улази у воду, чудом преживљавајући непријатељску ватру, и убија Коврџавог Била заједно са многим његовим људима. Заменик Коврџавог Била, Џони Ринго, постаје нови вођа Каубоја. Када се Доково здравствено стање погорша, група га оставља на ранчу Хенрија Хукера. Ринго мами Макмастерса у канџе Каубоја под изговором преговарања, а затим шаље гласника (који вуче Макмастерсов леш) да каже Вајату да жели обрачун након кога би се окончало непријатељство; Вајат пристаје. Вајат креће у обрачун, не знајући да је Док већ стигао на место догађаја. Док се суочава са изненађеним Рингом, који је очекивао Вајата, и изазива га на двобој да заврши њихову „игру”, што Ринго прихвата (Док и Ринго су већ имали неколико сукоба у Тумстоуну који су на крају прекинути). Вајат жури када чује пуцањ, само да би наишао на Дока, који је убио Ринга. Они затим крећу да доврше свој задатак елиминације Каубоја, иако Клантон бежи од њихове освете одричући се свог црвеног појаса. Док је послат у санаторијум у Колораду, где подлеже болести. На Доков наговор, Вајат одлази Џозефини да би започели нови живот.

## Улоге
| Глумац               | Улога                             |
| -------------------- | --------------------------------- |
| Курт Расел           | Вајат Ерп                         |
| Вал Килмер           | Док Холидеј                       |
| Сем Елиот            | Вирџил Ерп                        |
| Бил Пакстон          | Морган Ерп                        |
| Пауерс Бут           | „Коврџави Бил” Брошус             |
| Мајкл Бин            | Џони Ринго                        |
| Чарлтон Хестон       | Хенри Хукер                       |
| Џејсон Пресли        | Били Брекенриџ                    |
| Џон Тени             | шериф Џони Бихан                  |
| Стивен Ланг          | Ајк Клантон                       |
| Томас Хејден Черч    | Били Клантон                      |
| Дејна Делејни        | Џозефин Маркус                    |
| Пола Малкомсон       | Ели Ерп                           |
| Лиса Колинс          | Луиза Ерп                         |
| Џон Филбин           | Том Маклори                       |
| Дејна Вилер-Николсон | Мети Блејлок                      |
| Јоана Пацува         | Кејт                              |
| Мајкл Рукер          | Шерман Макмастерс                 |
| Хари Кери Млађи      | маршал Фред Вајт                  |
| Били Боб Торнтон     | Џони Тајлер                       |
| Томас Арана          | Френк Стилвел                     |
| Пол Бен Виктор       | Флорентино „Индијанац Чарли” Круз |
| Френк Сталоне        | Ед Бејли                          |
| Роберт Џон Берк      | Френк Маклори                     |
| Били Зејн            | господин Фабијан                  |
| Џон Корбет           | Џони Барнс                        |
| Бак Тејлор           | „Терки Крик” Џек Џонсон           |
| Тери О’Квин          | Џон Клам                          |
| Питер Шерајко        | Џон „Тексас Џек” Вермилион        |
| Глен Вајат Ерп       | Били Клејборн                     |
| Роберт Мичам         | наратор                           |